# Дніпро (волейбольний клуб, Дніпро)
ВК «Дніпро» (офіційна назва — Комунальне підприємство «Волейбольний клуб „Дніпро“ Дніпровської міської ради») — колишній український чоловічий волейбольний клуб із міста Дніпра, який до 1 січня 2022 року (сезон 2021—2022) виступав у Суперлізі Dmart.
Ліквідований 1 січня 2022 року, гравці перейшли до лав «Прометея».

## Історія
У сезоні 2006—2007 найвищого українського дивізіону місто представляла команда «Локомотив».
За підсумками чемпіонату України серед чоловічих команд вищої ліги 2012—2013 року команда стала переможцем першости, здобувши путівку до найвищого українського дивізіону
Посіла 4-е місце за підсумками регулярної першости Суперліги 2015—2016, потім у матчах на вибування дійшли до фіналу чемпіонату, де поступилися харківському «Локомотиву».
Інші результати:
- сезон 2016/2017 — 7 місце серед команд Суперліги;
- сезон 2017/2018 — 8 місце серед команд Суперліги;
- сезон 2018/2019 — 10 місце серед команд вищої ліги.
- сезон 2019/2020 — 10 місце серед команд Вищої ліги
- сезон 2020/2021 — 1 місце серед команд Вищої ліги.

Тренування та ігри першости України відбуваються у приміщенні спортивного комплексу Придніпровської державної академії будівництва та архітектури.

## Люди

### Тренери
- Віталій Стадников[8] (зокрема, у сезоні 2016—2017[9])
- Денис Зуй (граючий тренер у сезоні 2016—2017[9])
- Віталій Осипов (?—листопада 2021)
- Владимир Орлов (від листопада 2021)[10]

### Гравці
- Руслан Шевцов (капітан)
- Олександр Гладенко (із травня 2021[11])
- Дмитро Сухінін
- Віталій Бондар[12]
- Сергій Євстратов[13][14]
- Олександр Терещук[15]
- Віталій Щитков[16]